# شوزم منقط
شوزم منقط أو طُّبَّاقة او فَطَخ (الاسم العلمي:Psiadia punctulata) هو نوع من النباتات يتبع جنس الشوزم من الفصيلة النجمية.